# أن إغارتيبورو
أن إغارتيبورو (بالإسبانية: Anne Igartiburu)‏ هي مقدمة برامج وممثلة تلفزيونية إسبانية، ولدت يوم 18 فبراير 1969 في إيلورايو في إسبانيا.

## روابط خارجية
- أن إغارتيبورو على موقع IMDb (الإنجليزية)
- أن إغارتيبورو على موقع ألو سيني (الفرنسية)
- أن إغارتيبورو على موقع قاعدة بيانات الفيلم (الإنجليزية)
- أن إغارتيبورو على موقع كينوبويسك (الروسية)